# ميشال سيريس
ميشال سيريس (بالفرنسية: Michel Serres) (أجان، 1 سبتمبر 1930 - 1 يونيو 2019) هو فيلسوف وكاتب فرنسي، وهو من مؤيدي حرية الحصول على المعرفة، ولا سيما ويكيبيديا.
يوضح سيريس أن التكنولوجيات الجديدة غيرت فقط من تصورنا للمكان والزمان، ويضيف "إن التكنولوجيات الحديثة لم تقلص المسافات كما فعل الحمار أو الطائرة، وإنما حذفتها تماما.
أعرب سيريس عن اهتمامه بظهور الفلسفة السياسية الجديدة التي تتناول البيئة الرقمية في القرن الحادي والعشرين، وقال "أعتقد أنه من هذا المكان بلا قانون - الإنترنت- سوف يظهر قانون جديد، مختلف تماما عن قانون فضائنا المتري القديم.

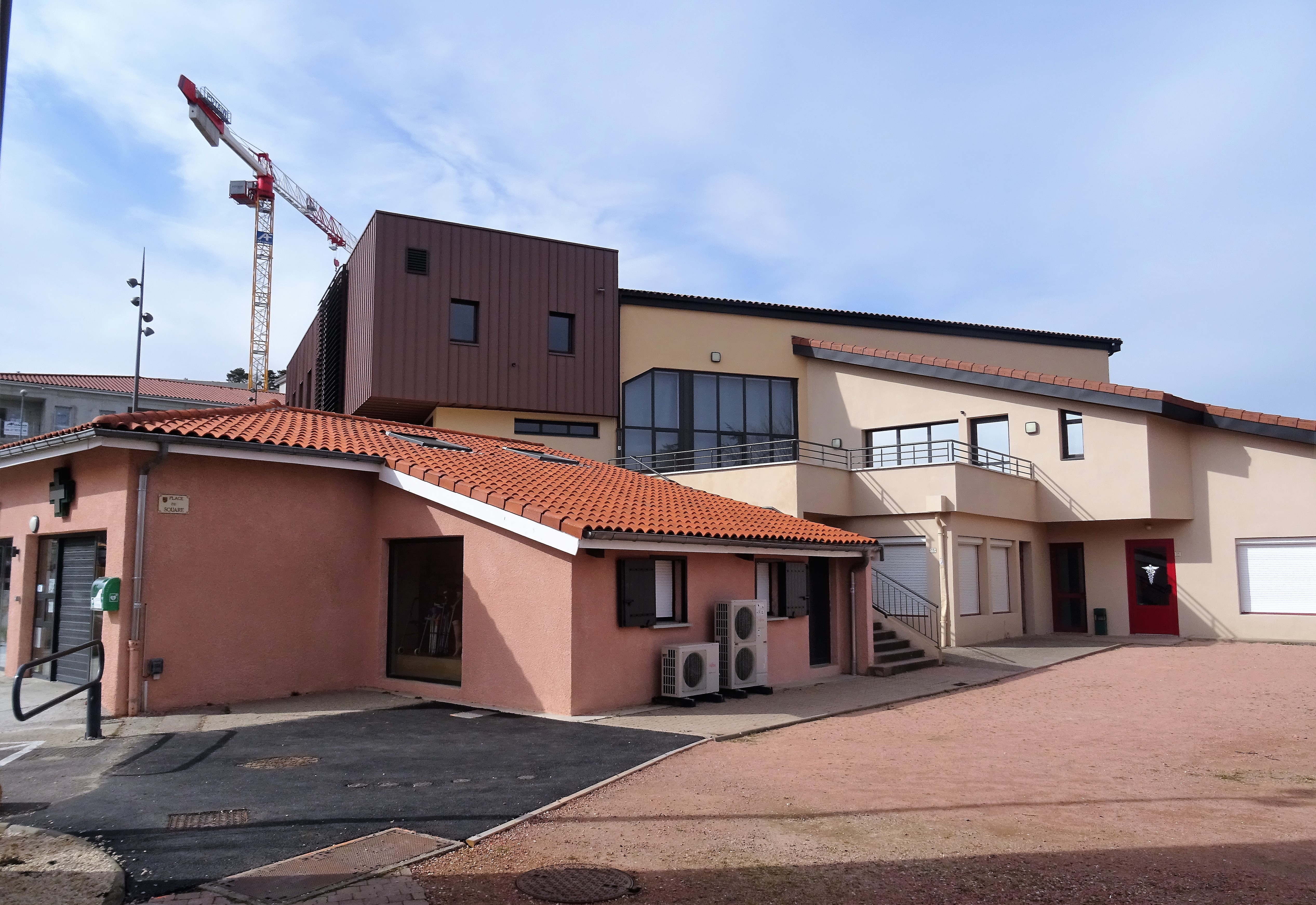
مدرسة ميشيل سير

## روابط خارجية
- ميشال سيريس على موقع مونزينجر (الألمانية)
- ميشال سيريس على موقع ميوزك برينز (الإنجليزية)
- ميشال سيريس على موقع ديسكوغز (الإنجليزية)